# Clubiona saltuum
Clubiona saltuum là một loài nhện trong họ Clubionidae.
Loài này thuộc chi Clubiona. Clubiona saltuum được Wladislaus Kulczynski miêu tả năm 1898.